# B' Katīgoria 1956-1957
La B' Katīgoria 1956-1957 fu la 4ª edizione della B' Katīgoria; vide la vittoria finale dell'Apollōn Limassol.

## Stagione

### Novità
Il neo promosso Arīs Limassol fu sostituito dal neo retrocesso AYMA Nicosia; con l'iscrizione dell'Othellos Famagosta, club di nuova istituzione, le squadre partecipanti passarono da otto a nove.

### Formula
Le squadre partecipanti erano divisi in due gruppi, su base geografica. In ogni girone le squadre si incontravano in turni di andata e ritorno; erano assegnati due punti per la vittoria, uno per il pareggio e zero per la sconfitta. I due vincitori dei due gironi effettuavano un turno di play-off con gare di andata e ritorno; il vincitore veniva ammesso alla A' Katīgoria.

## Girone 1
Squadre rappresentanti città appartenenti ai distretti di Nicosia, Laranca, Famagosta e Kyrenia.

### Squadre partecipanti
| Club               | Città     | Stadio             | Stagione precedente             |
| ------------------ | --------- | ------------------ | ------------------------------- |
| Alkī Larnaca       | Larnaca   | Vecchio Stadio GSZ | 2º nel Girone 1 di B' Katīgoria |
| AYMA Nicosia       | Nicosia   | Vecchio Stadio GSP | 9º in A' Katīgoria, retrocesso  |
| Orpheas Nicosia    | Nicosia   | Vecchio Stadio GSP | 1º nel Girone 1 di B' Katīgoria |
| Othellos Famagosta | Famagosta | Stadio GSE         | Club di nuova istituzione       |
| PAEEK Kerynias     | Kyrenia   | GS Praxandros      | 3º nel Girone 1 di B' Katīgoria |

### Classifica finale
|  | Pos. | Squadra            | Pt | G | V | N | P | GF | GS | DR  |
|  | ---- | ------------------ | -- | - | - | - | - | -- | -- | --- |
|  | 1.   | Alkī Larnaca       | 14 | 8 | 6 | 2 | 0 | 23 | 9  | +14 |
|  | 2.   | Orpheas Nicosia    | 13 | 8 | 6 | 1 | 1 | 22 | 8  | +14 |
|  | 3.   | AYMA Nicosia       | 7  | 8 | 3 | 1 | 4 | 24 | 12 | +12 |
|  | 4.   | Othellos Famagosta | 6  | 8 | 3 | 0 | 5 | 13 | 27 | -14 |
|  | 5.   | PAEEK Kerynias     | 0  | 8 | 0 | 0 | 8 | 6  | 33 | -27 |

### Risultati

#### Tabellone
|                    | ALK | AMN | OTH | ORF | PKK |
| Alki Larnaca       |     | 1-1 | 5-1 | 2-1 | 2-0 |
| AYMA Nicosia       | 1-3 |     | 8-0 | 2-3 | 8-0 |
| Othellos Famagosta | 1-3 | 2-0 |     | 0-1 | 5-1 |
| Orfeas Nicosia     | 1-1 | 3-2 | 6-1 |     | 2-0 |
| PAEK Kerynia       | 3-6 | 0-2 | 2-3 | 0-5 |     |

## Girone 2
Squadre rappresentanti città appartenenti ai distretti di Pafo e Limassol.

### Squadre partecipanti
| Club                 | Città    | Stadio     | Stagione precedente             |
| -------------------- | -------- | ---------- | ------------------------------- |
| Antaeus Limassol     | Limassol | Stadio GSO | 2º nel Girone 2 di B' Katīgoria |
| Apollōn Limassol     | Limassol | Stadio GSO | 5º nel Girone 2 di B' Katīgoria |
| APOP Paphou          | Pafo     | Stadio GSK | 4º nel Girone 2 di B' Katīgoria |
| Panellinios Limassol | Limassol | Stadio GSO | 3º nel Girone 2 di B' Katīgoria |

### Classifica finale
|  | Pos. | Squadra              | Pt | G | V | N | P | GF | GS | DR  |
|  | ---- | -------------------- | -- | - | - | - | - | -- | -- | --- |
|  | 1.   | Apollōn Limassol     | 10 | 6 | 5 | 0 | 1 | 27 | 7  | +20 |
|  | 2.   | APOP Paphou          | 7  | 6 | 3 | 1 | 2 | 16 | 21 | -5  |
|  | 3.   | Antaeus Limassol     | 6  | 6 | 3 | 0 | 3 | 17 | 16 | +1  |
|  | 4.   | Panellinios Limassol | 1  | 6 | 0 | 1 | 5 | 8  | 24 | -16 |

### Risultati

#### Tabellone
|                      | ANT | APL | APP  | PNL |
| Antaeus Limassol     |     | 0-3 | 3-5  | 2-0 |
| Apollon Limassol     | 0-2 |     | 10-0 | 6-1 |
| APOP Paphos          | 5-1 | 2-5 |      | 2-0 |
| Panellinios Limassol | 3-9 | 2-3 | 2-2  |     |

## Spareggio promozione
| Squadra 1        | Totale | Squadra 2    | Andata | Ritorno |
| ---------------- | ------ | ------------ | ------ | ------- |
| Apollōn Limassol | 6 - 3  | Alkī Larnaca | 4 - 1  | 2 - 2   |

### Verdetti
- Apollon Limassol promosso in A' Katīgoria.